# Ла-Фаржвілл (Нью-Йорк)
Ла-Фаржвілл (англ. La Fargeville) — переписна місцевість (CDP) в США, в окрузі Джефферсон штату Нью-Йорк. Населення — 537 осіб (2020).

## Географія
Ла-Фаржвілл розташована за координатами 44°11′42″ пн. ш. 75°57′49″ зх. д. / 44.19500° пн. ш. 75.96361° зх. д. (44.195094, -75.963717).  За даними Бюро перепису населення США в 2010 році переписна місцевість мала площу 8,74 км², з яких 8,59 км² — суходіл та 0,14 км² — водойми.

## Демографія
Згідно з переписом 2010 року, у переписній місцевості мешкало 608 осіб у 229 домогосподарствах у складі 166 родин. Густота населення становила 70 осіб/км².  Було 242 помешкання (28/км²).
Расовий склад населення:
| - 92,9 % — білих - 0,8 % — вихідців з тихоокеанських островів - 0,5 % — корінних американців - 0,3 % — чорних або афроамериканців - 0,3 % — азіатів |

До двох чи більше рас належало 4,8 %. Частка іспаномовних становила 2,5 % від усіх жителів.
За віковим діапазоном населення розподілялося таким чином: 28,8 % — особи молодші 18 років, 56,7 % — особи у віці 18—64 років, 14,5 % — особи у віці 65 років та старші. Медіана віку мешканця становила 35,9 року. На 100 осіб жіночої статі у переписній місцевості припадало 91,8 чоловіків;  на 100 жінок у віці від 18 років та старших — 83,5 чоловіків також старших 18 років.
Середній дохід на одне домашнє господарство  становив 60 064 долари США (медіана — 49 565), а середній дохід на одну сім'ю — 75 819 доларів (медіана — 72 109). За межею бідності перебувало 8,3 % осіб, у тому числі 16,4 % дітей у віці до 18 років та 0,0 % осіб у віці 65 років та старших.
Цивільне працевлаштоване населення становило 154 особи. Основні галузі зайнятості: освіта, охорона здоров'я та соціальна допомога — 30,5 %, виробництво — 15,6 %, будівництво — 14,9 %.